# Léonard Joseph Prunelle de Lière
Léonard Joseph Prunelle de Lière, né le 17 mars 1740 à Grenoble, mort le 12 mars 1828 à Paris (ancien 10e arrondissement), est un homme politique de la Révolution française. 

## Biographie
Son père, Léonard Prunelle, est « conseiller secrétaire du roi » et « contrôleur en la chancellerie près le parlement du Dauphiné ». 
En décembre 1788, lors de la convocation des états du Dauphiné à Romans-sur-Isère, Léonard Joseph Prunelle de Lière est représentant de la noblesse de Grenoble.  

### Suppléant à la Législative
La France devient une monarchie constitutionnelle en application de la constitution du 3 septembre 1791. 
Le même mois, Léonard Joseph Prunelle de Lière, alors juge de paix et administrateur du district de La Tour-du-Pin, est élu député suppléant du département de l'Isère. Il n'est cependant pas appelé à siéger.  
La monarchie prend fin à l'issue de la journée du 10 août 1792 : les bataillons de fédérés bretons et marseillais et les insurgés des faubourgs de Paris prennent le palais des Tuileries. Louis XVI est suspendu et incarcéré, avec sa famille, à la tour du Temple.

### Mandat à la Convention
En septembre 1792, Léonard Joseph Prunelle de Lière est élu député de l'Isère, le sixième sur neuf, à la Convention nationale. 
Il siège sur les bancs de la Plaine mais est proche de la Montagne. Lors du procès de Louis XVI, il vote « le bannissement sans délai de Louis avec toute sa famille, sous peine de mort » ; il se prononce contre l'appel au peuple mais ne participe pas au dernier appel nominal, relatif au sursis à l’exécution de la peine. Le 13 avril 1793, il vote contre la mise en accusation de Jean-Paul Marat. Le 28 mai, il est absent lors du scrutin sur le rétablissement de la Commission des Douze.

À l'issue des journées du 31 mai et du 2 juin, et de l'arrestation des députés de la Gironde le 3 octobre, Prunelle de Lière émet une adresse dans laquelle il défend les journées d'insurrection : 
Je dois vous dire ce dont je suis persuadé, et ce que, maintenant, vous aussi sentez bien que moi, frères et amis, c'est que, sans les journées du 31 mai, 1er et 2 juin, nous n'aurions pu vous présenter dans ce moment l'Acte constitutionnel, et que si hommes soulevaient, qui envenimaient le marais n'eussent jamais été parmi nous, il y a longtemps que notre tâche serait remplie. 
Sous le Directoire, Léonard Joseph Prunelle de Lière n'est pas réélu député. Il devient administrateur municipal à Grenoble. 
Il a été l'ami de Louis-Claude de Saint-Martin dit Le Philosophe inconnu.

## Œuvre
- Voyage à la partie des Montagnes de Chaillot-le-Vieil près la vallée de Champoléon en Dauphiné, Observations sur la physique, sur l'histoire naturelle et sur les arts, vol. 25, 1784, 480 p., pp. 174-190, p. 181.

## Sources
« Léonard Joseph Prunelle de Lière », dans Adolphe Robert et Gaston Cougny, Dictionnaire des parlementaires français, Edgar Bourloton, 1889-1891 [détail de l’édition]